# Kenny Hickey
Kenny Hickey (født 22. maj 1966 i New York) og var lead-guitarist i gothic-metal bandet, Type O Negative. Han er dog også sanger og guitarist for metal-bandet, Seventh Void, og guitarist for Danzig, ligesom Johnny Kelly (Trommeslager).
Kenny Hickey blev tilbudt at danne bandet, Resulotion, med tidligere bassist, Peter Steele fra Carnivore. Han synger i mange af sangene, som "September Sun".